# Ruslan Tjagajev
Ruslan Sjamilovitj Tjagajev (uzbekiska: Ruslan Chagayev, Ruslan Tjagajev; tatarisk kyrilliska: Руслан Шамил улы Чагаев, Ruslan Sjamil uly Tjaghajev) född 19 oktober 1978 i Andizjan, Uzbekiska SSR, Sovjetunionen, är en uzbekisk, av tatarisk härkomst, professionell tungviktsboxare, känd som tvåfaldig världsmästare inom organisationen WBA. 

## Boxningskarriär

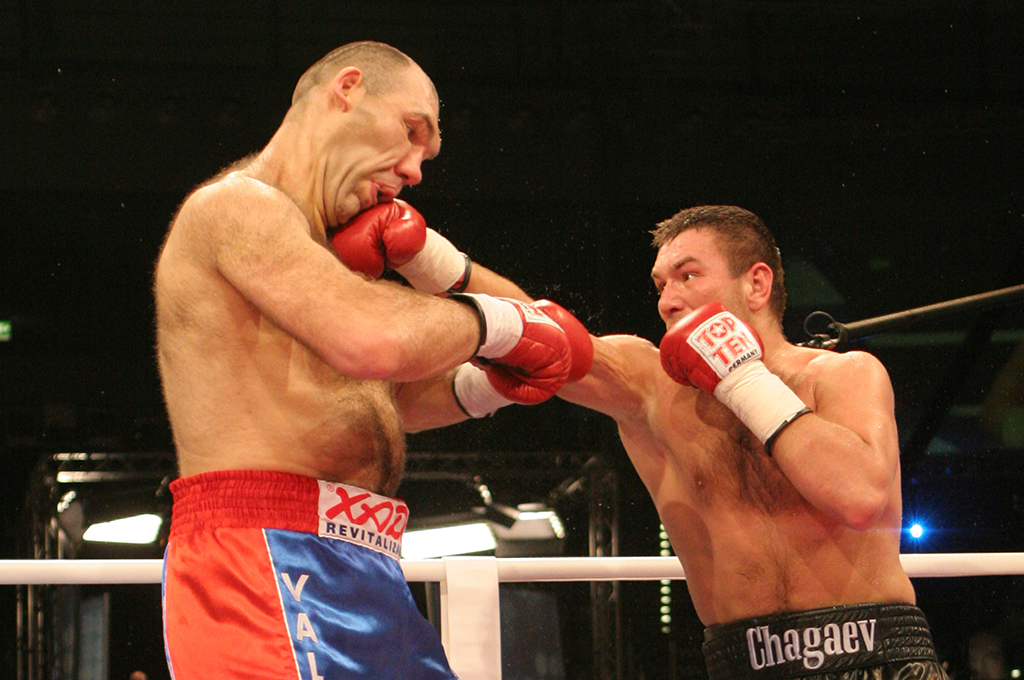
Tjagajev i WBA-titelmatchen mot Nikolaj Valujev år 2007

Tjagajev vann WBA-titeln i april 2007 efter poängseger genom majoritetsbeslut över Nikolaj Valujev. Han fråntogs sedan titeln i juli 2009 i efterspelet av att ha misslyckats med ett medicinskt test (troligen Hepatit B) inför ett tänkt returmöte med Valujev.
I juni 2009 gjorde Tjagajev ett nytt försök att bli världsmästare då han mötte IBF-mästaren Wladimir Klitschko. Försöket mynnade dock ut i att han tvingades ge upp i rond 9 då domaren stoppade matchen. I augusti 2011 mötte han Alexander Povetkin i en match om den vakanta WBA-titeln; även här blev det dock förlust då domarna gav ryssen segern på poäng efter 12 ronder.
Trots en viktökning på närmare 8 kg sedan titelmatchen mot Povetkin har Tjagajev gått segrande ur sina tre matcher sedan dess.

## Utanför ringen
Tjagajev är bosatt i den tyska staden Hamburg, där han bor med sina två barn. Tjagajevs smeknamn är White Tyson.

### Webbsidor
- Tjagajev på boxrec.com